# Петряева, Ирина Юрьевна
Ирина Юрьевна Петряева (родилась 7 января 1974) — российская футболистка, нападающая, но хорошо играющая при необходимости в воротах, игрок-универсал.

## Биография
Начинала спортивную карьеры в регбийном клубе «Сибирские рыси», затем перешла в футбол. Выступала за сборные России по регби и футболу. С 2013 год тренер женской регбийной команды «Енисей-СТМ». В настоящее время старший преподаватель кафедры физической культуры Сибирского федерального университета.
В 2002—2003 году игрок сборной России по футболу.
В воронежской «Энергии» играла не только в амплуа нападающего, но и вратаря (пропустила 6 мячей). В аренде в немецком клубе «Фласхайм-Хиллен» выступала на позиции вратаря. Петряева вместе с Бураковой и Зайцевой помогли клубу добиться максимальных результатов (5-е место в чемпионате Германии и выход в финал Кубка Германии в сезоне 2000/01 годов) в своей истории. В финале Кубка Германии футболистки не играли, так как за неделю до матча тренерский штаб воронежской «Энергии» вернул футболисток из аренды. Сама команда «Фласхайм Хилен» по окончании сезона прекратила существование.

## Регбийные достижения

### Командные
- Бронзовый призер чемпионата Европы[англ.] (1): 2012[англ.][3][4].

### Личные
- в 2012 году игрок сборной России по регби.

## Футбольные достижения

### Командные
- Чемпионка России (1): 1998
- Вице-чемпионка России (3): 1999, 2000, 2001
- Бронзовый призёр чемпионата России (1): 2003
- Обладательница Кубка России (2): 1999, 2000, 2001

### Личные
- Мастер спорта России по футболу
- Кандидат в мастера спорта по легкой атлетике и регби[источник не указан 2065 дней]